# 航站楼

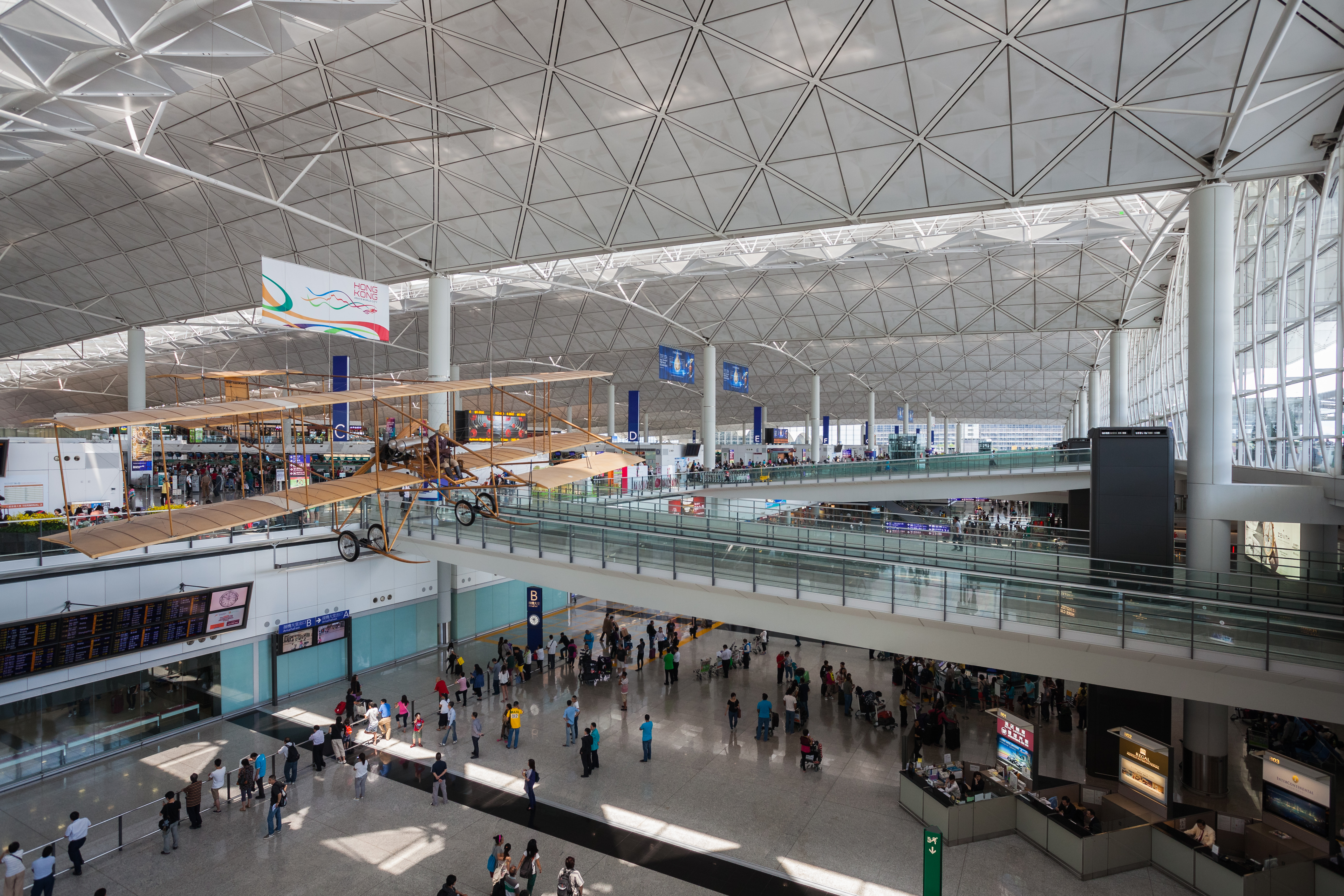
香港國際機場一號客運大樓的離境大堂

航廈（英語：Airport terminal），是機場內的一個設施，提供搭機乘客轉換陸上交通與空中交通的設施，方便他們上下飛機。乘客購票後需辦理報到、托運行李，並經過安全檢查崗位及證照查驗方能登機。
規模較小的機場通常只會有一個航廈，而規模較大的機場會擴建多個航廈，乘客可透過走道、天橋、地下道或機場內的旅客捷運系統從航廈通往不同的登機大樓（例如丹佛國際機場），以容納較多旅客及處理更多航班。也有些機場會設置多個航廈，每個航廈都附設登機大樓（如紐約拉瓜地亞機場）。大型機場大多數機場的客運大樓設計相當樸實，但由於不少航廈在設計時並未考量整體長遠規劃，之後擴建時形成迂迴的連接通道，是不少大型機場的通病。
不過，自90年代起倫敦斯坦斯特德機場及香港國際機場啓用後，愈來愈多新建的機場開始運用現代手法去設計機場及於設計時考慮到方便乘客的使用，同時亦很注重功能上要方便乘客往返市區、往返登機囗、航機停泊、屋宇裝備設施空間分佈及行李處理空間等。如香港國際機場客運大樓就採用現代化設計，一開始設計時建築師設計時就十分注重旅客的行人流線，把旅客轉換樓層的次數減至最少，務求讓旅客使用起來更方便、在短時間內處理龐大的客流及貨流時更高效率，另還設全球首創的市區預辦登機手續，讓市民可以在香港市區的機場快綫鐵路站及部份位於中國廣東的客運碼頭內（如：番禺蓮花山港），直接辦理登機及行李寄艙手續，乘客亦無需攜帶大型行李前往機場，方便省時。另外，有些客運大樓內部設有旅客捷運系統，方便在短時間內運送大量乘客往返登機囗及行李提領處，令機場運作更高效率，同時又方便乘客。
某些新一代的客運大樓在外觀設計上也會融入當地文化特色，例如北京首都国际机场的三號航站樓，外型似一條巨龍。
近年來低成本航空興起，有些機場設有專屬低成本客运楼，內裝和設施較為簡單樸實，且通常不設空橋及貴賓室，藉此降低機場營運成本，向旅客徵收較低的稅費，航空公司的營運成本也可隨著降低。

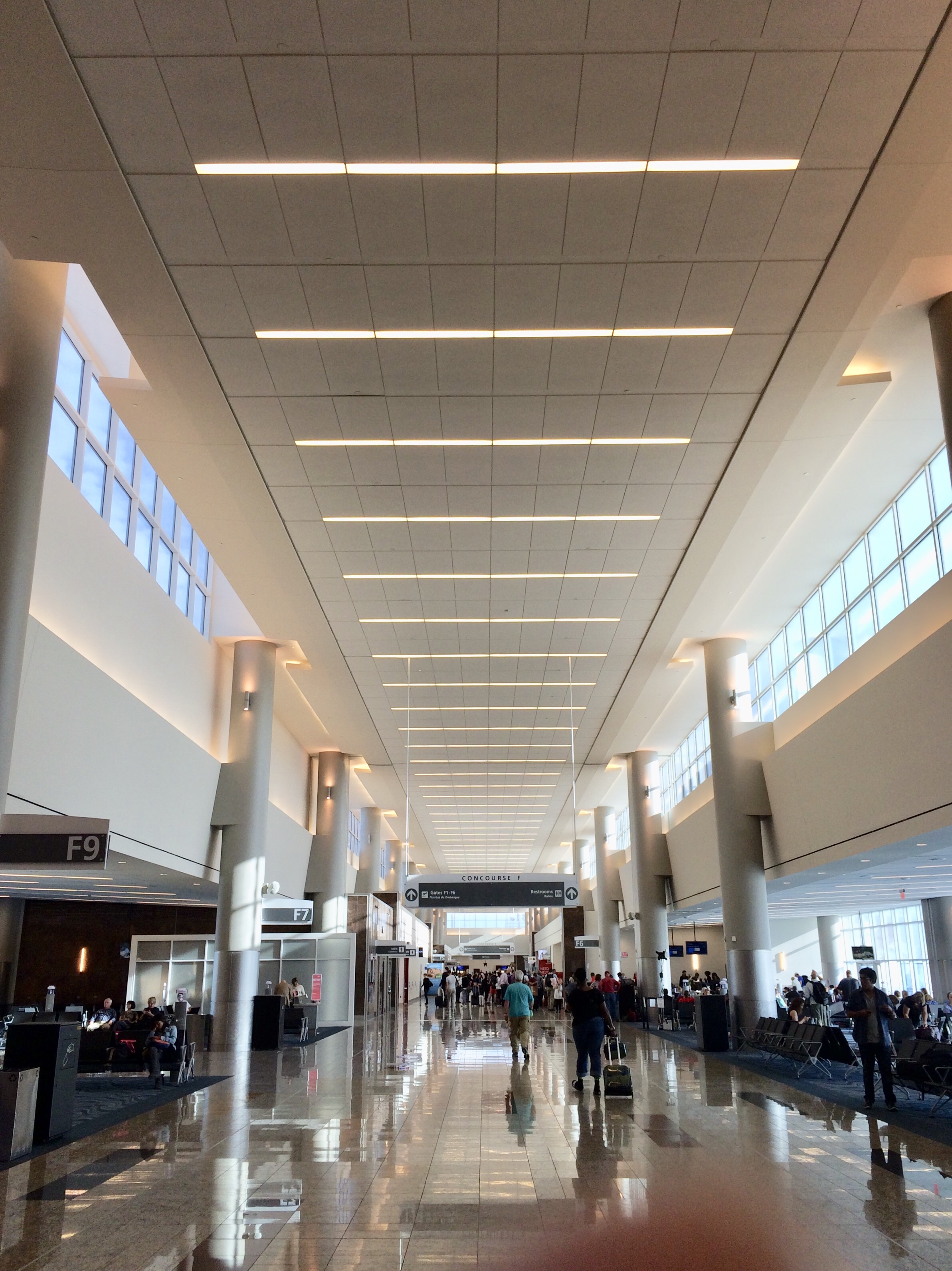
美國亞特蘭大機場

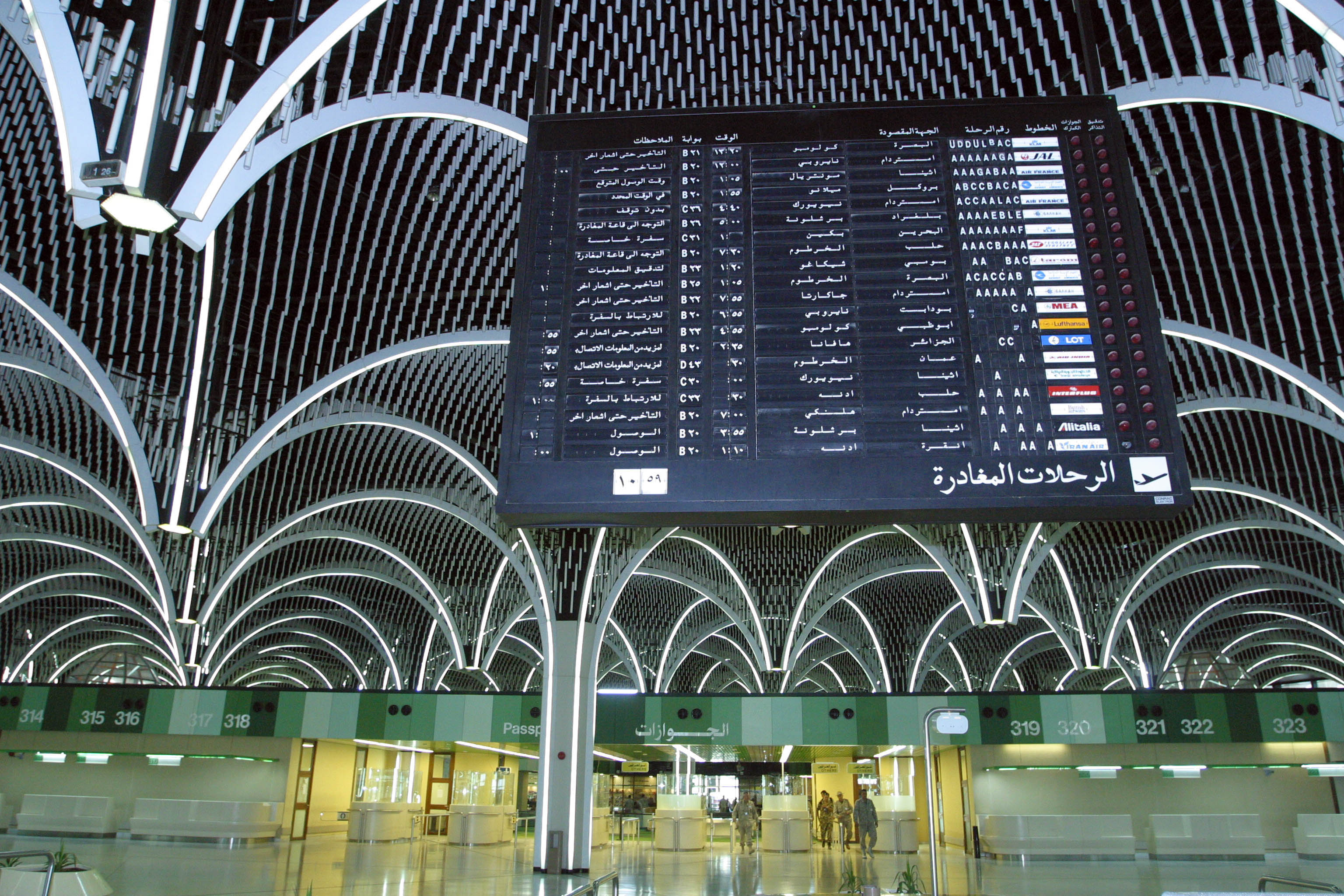
伊拉克巴格達國際機場

## 航站楼設計
1930及1940年代，客運航班迅速增加，當時建立的美國航站楼大多反映了當代流行的裝飾藝術風潮，其中一個現存的例子是1940年的休斯頓市機場航站大樓（今日已改作為博物館用途）。早期的航站楼直接通往停機坪地面，乘客需步行或乘坐巴士到飛機旁才可登機。這種設計在小型機場仍相當常見，甚至許多大型機場仍有「巴士接駁登機門」，接送無法停靠航站樓的飛機的乘客，如平壤順安國際機場、香港啟德機場、台北松山機場與德黑蘭梅赫拉巴德國際機場皆有類似的設施。

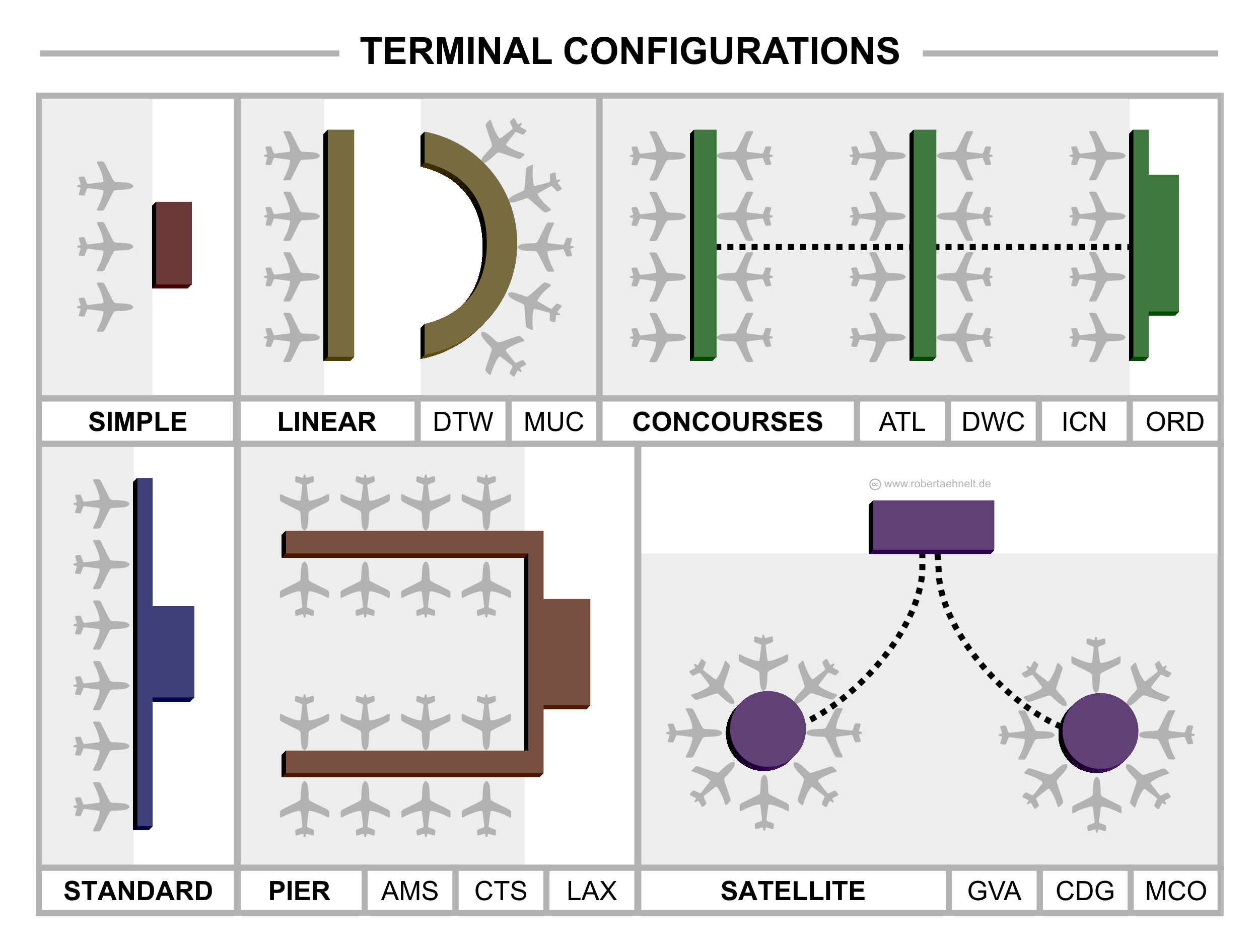
左上：簡易式　中上：線性式　右上：大堂式
左下：標準式　中下：碼頭式　右下：衛星式

### 碼頭式航廈

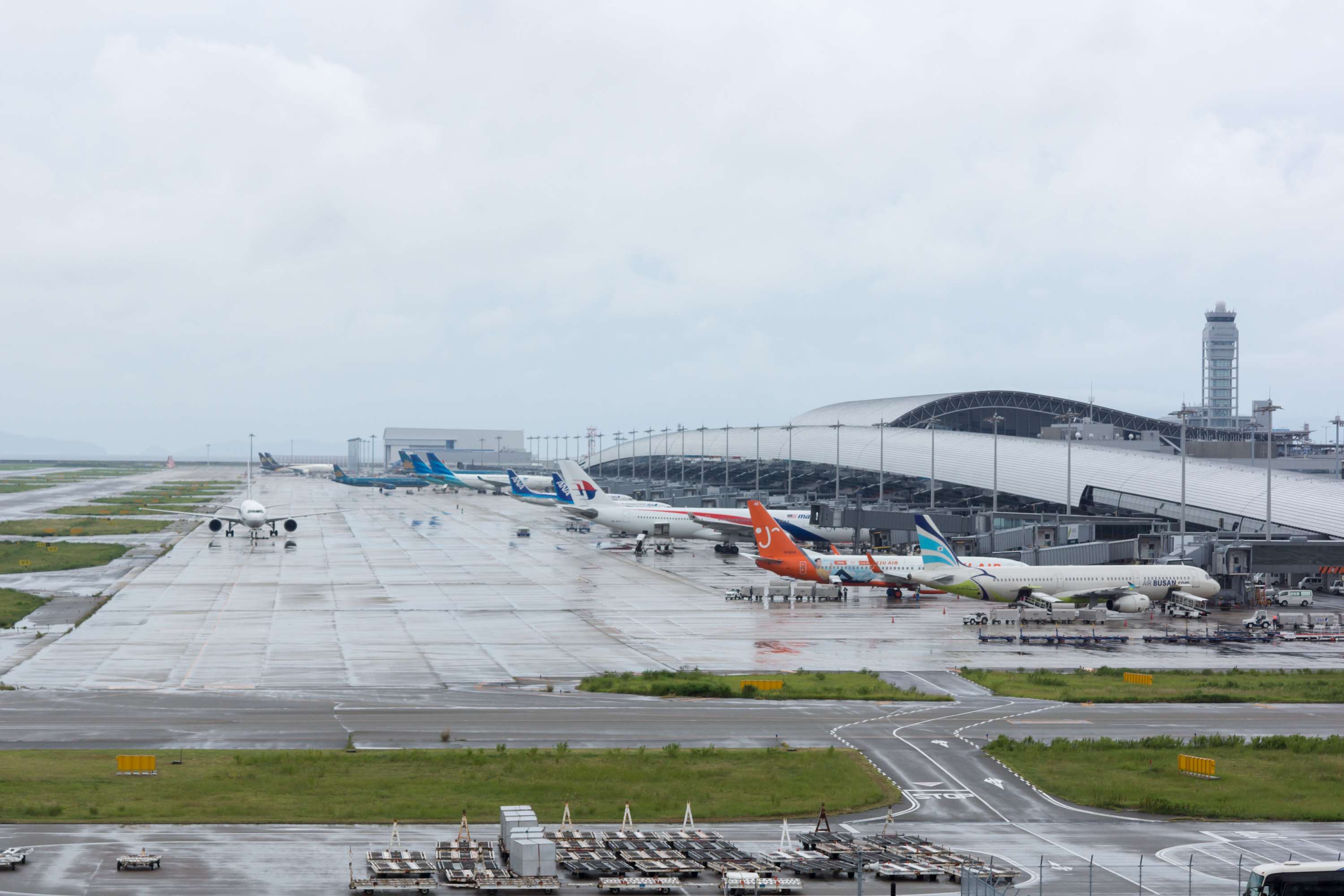
關西國際機場第一客運大樓

碼頭式設計的航站楼為狹長型建築，飛機停靠在兩側，末端連接到票務和行李提取處。這種設計較為簡單，能容納較多的飛機，但缺點就是登機櫃檯距離登機門的距離太長，例如關西國際機場的櫃台和登機門就隔了將近半英里（約800公尺）之遠，因此需設有旅客捷運系統或電動步道。幾乎所有大型國際機場都有碼頭式的設計，包括芝加哥的奧黑爾國際機場、倫敦希思羅機場、曼谷國際機場、高雄小港機場、香港國際機場、上海浦東機場等。

### 衛星式航廈
衛星式航廈獨立於其他機場建築，飛機可停放在航站樓的四周，就像衛星環繞行星一樣。第一個使用如此設計的機場為倫敦蓋威克機場，該機場使用了地下行人隧道以連接衛星航廈和主航廈。第一個使用自動旅客捷運系統連接主航廈與衛星航廈的機場是坦帕國際機場，為今日機場的標準。其他例子還有吉隆坡國際機場、戴高樂國際機場（1號航站樓）、西雅圖-塔科馬國際機場等。

### 半圓式航廈
一些機場的航廈採用半圓式設計，飛機停靠在圓外側，內側則停靠汽車。這樣的設計需讓乘客長途步行，但可減少報到櫃台和登機門間的距離。知名的例子包括：戴高樂國際機場（2號航站樓）、印度孟買機場（2號航站樓）、首爾仁川國際機場、多倫多皮爾遜國際機場、札幌的新千歲機場、赫爾辛基萬塔國際機場等。

## 登机方式
大部分大型航站楼采用空橋登机，也有部分航站楼为小型飞机或停靠在远机位的飞机提供接駁巴士，把乘客從登機門運送到飛機。
傳統的碼頭式航廈、半圓式航廈，由於多半屬於單一航廈形式，故有助於旅客轉機，如香港、阿姆斯特丹、赫爾辛基機場。混合式航廈也有機場使用，如東京成田國際機場、阿姆斯特丹史基浦機場、舊金山國際機場和墨爾本機場使用的是碼頭和半圓形混合式設計的航廈；而台灣桃園國際機場、新加坡樟宜機場則採用碼頭式加衛星式的混合設計，登機門和航廈以天橋連結；北京首都機場第三航站樓則是衛星式與半圓式的結合體。

## 紀錄

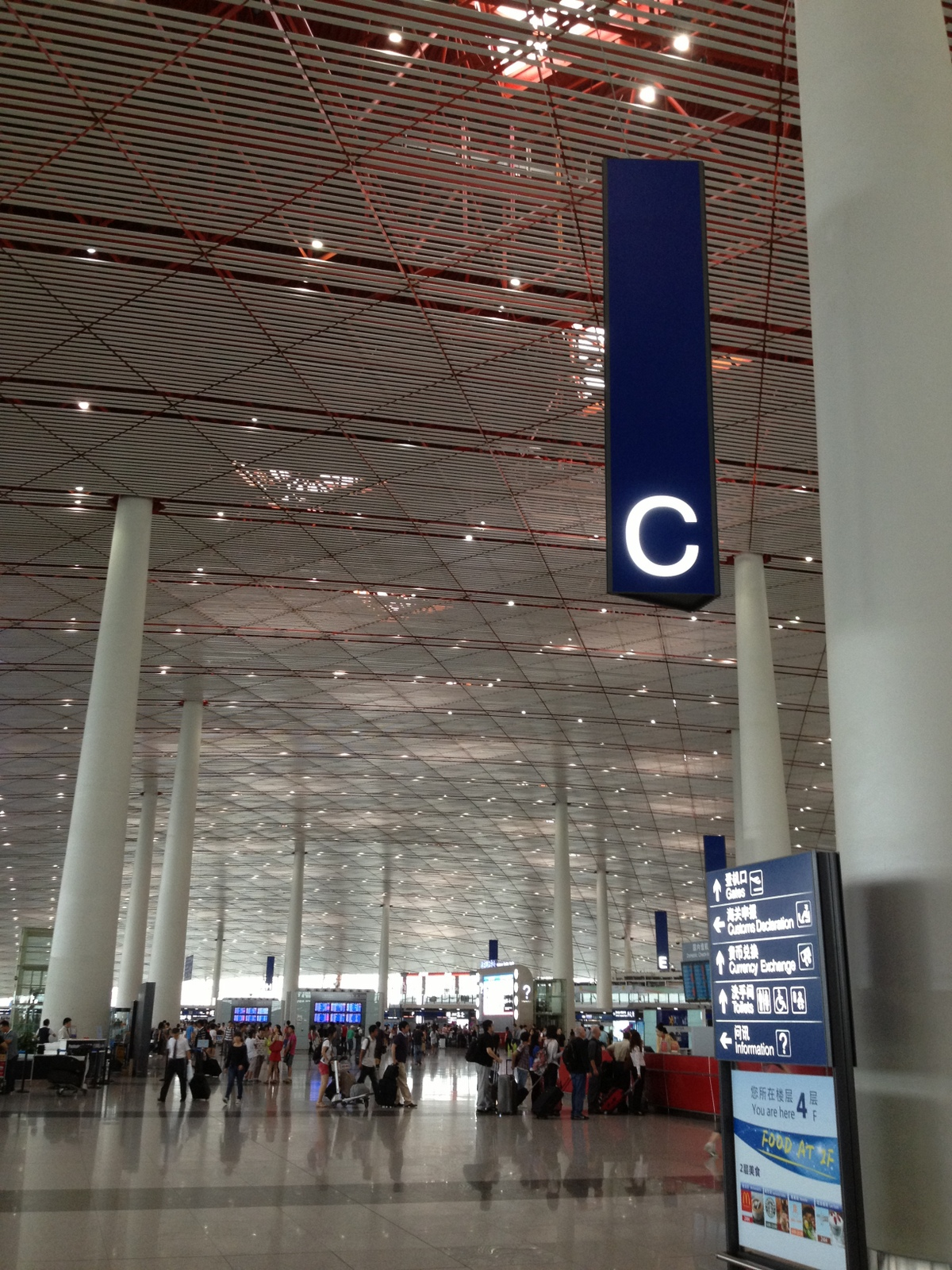
北京首都國際機場3号航站楼

- 第一名 杜拜國際機場3号航站楼（118.5萬平方米）
- 第二名 北京大興國際機場北航站樓（103萬平方米）
- 第三名 北京首都國際機場3号航站楼（98.6萬平方米）
- 第四名 香港國際機場一號客運大樓（57萬平方米）
- 第五名 曼谷素萬那普機場（56.3萬平方米）
- 第六名 昆明长水国际机场航站楼（54.83万平方米）

## 機場運輸
許多小型和中型機場會有一條雙向道或三線道的環狀公路，方便當地私營的巴士和車輛接送乘客。
國際機場可能有兩層的單向環狀道路，一層供入境使用，另一層供離境使用。其他運輸方式還包含區域鐵路、輕軌、地鐵，通往市中心或主要城市的商業區。最大的機場可直接連接到最近的高速公路，汽車租賃公司和出租車公司會在航站樓附近經營。此外部份機場設有水運碼頭，提供交通船或渡輪服務。

## 航廈分區
非管制區
- 登機報到櫃檯
- 零售商店和餐廳
- 自動櫃員機
- 外幣兌換處
- 米哈拉布（伊斯蘭教的祈禱室，常見於伊斯蘭國家機場，提供回教徒每日朝麥加方向朝拜，如杜拜國際機場。另外有的機場亦設有其他宗教的祈禱室。）

管制區（僅已辦妥手續的出境或入境旅客可進入）
- 證照查驗櫃台
- 安全檢查櫃台
- 免稅商店
- 零售商店和餐廳
- 機場候機室
- 海關
- 行李提領處
- 機場貴賓室